# ۵۱۱ (خورشیدی)
۵۱۱ پانصد و یازدهمین سال هجری خورشیدی است.